# Tachyoryctes splendens
Tachyoryctes splendens é uma espécie de roedor da família Spalacidae. Pode ser encontrada na Etiópia, Somália e Quênia.